# 憂鬱的熱帶
《憂鬱的熱帶》（法語：Tristes Tropiques），是法國結構主義人類學家列维·斯特劳斯的回憶錄，亦是斯特劳斯唯一的非學術著作:26，出版於1955年。
內容主要講述作者1930年代在巴西旅遊及從事人類學田野調查的經歷，雖然作品表面上是一部遊記，但敘事常常會被各種課題的反思打斷，當中牽涉哲學、社會學、地質學、音樂、歷史學及文學等學術範疇，使作品形成意識流般的敘事效果。書中不少部分是來自他昔日的講演、講義和舊文章，其中對南比克瓦拉族家庭關係的分析，便是取材自刊載《紐約科學學會會報》的舊文〈一個原始部落中的酋長權的社會面與心理面〉（The Social and Psychological Aspects of Chieftainship in a Primitive Tribe）。
《憂鬱的熱帶》出版後獲得一致好評，蘇珊·桑塔格曾在《紐約書評》撰文稱譽此書為「我們世紀最偉大的著作之一」。由於《憂鬱的熱帶》屬非文學類別，因此不夠資格競逐法國文學界最具威望的龔古爾文學獎，該獎項委員會曾特地印製公報，對未能把此書列入考慮表示遺憾。:237-238

## 目錄
- 第一部　結束旅行
- 第二部　行腳小注
- 第三部　新世界
- 第四部　地球及其居民
- 第五部　卡都衛歐族
- 第六部　波洛洛族
- 第七部　南比克瓦拉族
- 第八部　吐比克瓦希普族
- 第九部　歸返